# Guest house

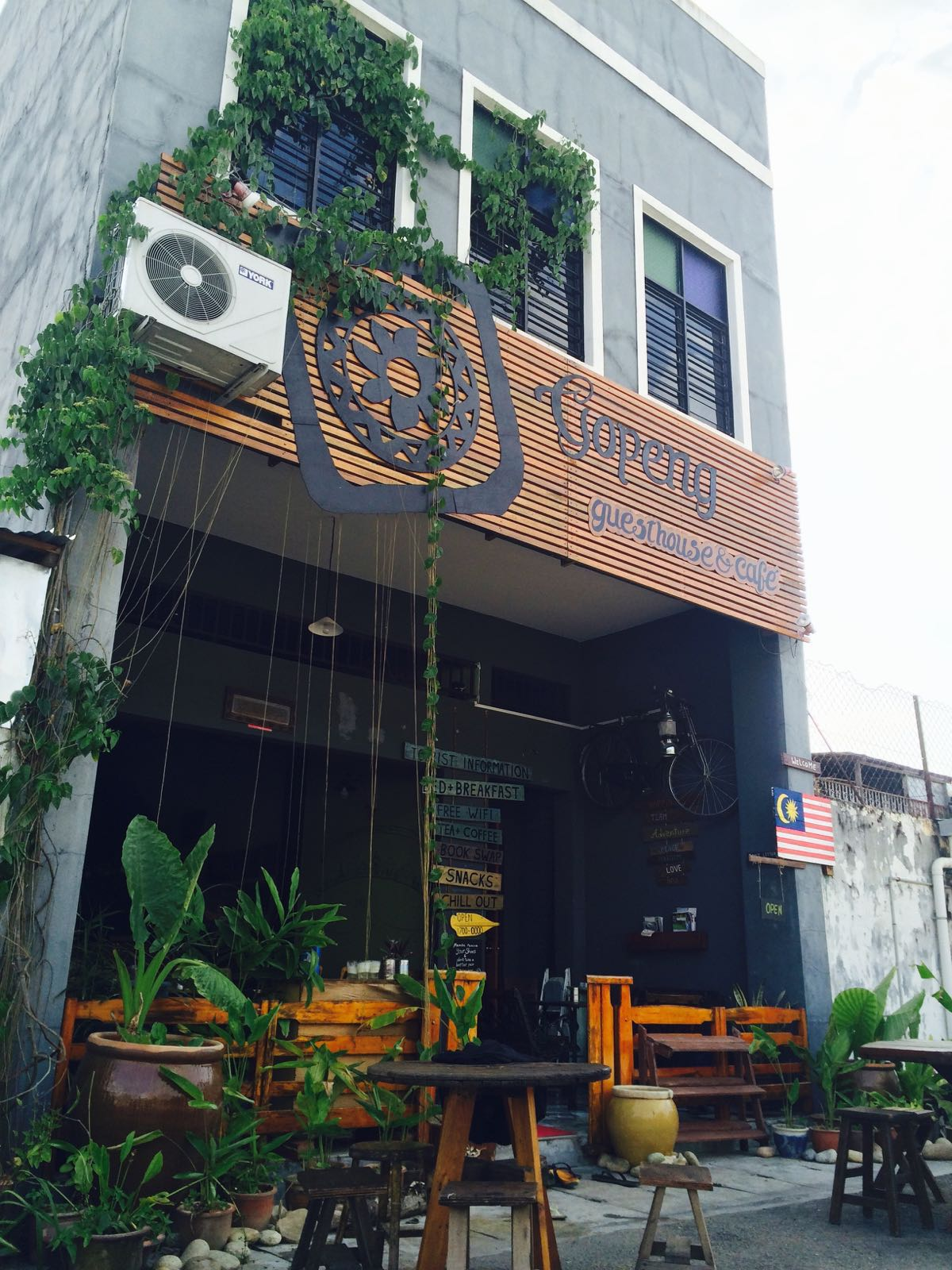

«Guest house» y «guesthouse» es el nombre que reciben en el ámbito cultural dominado por el idioma y la cultura inglesa, varios modelos de alojamiento. En Inglaterra, el modelo «guest house» se asocia con el moderno sistema del «bed & breakfast» (cama y desayuno). A diferencia de los hoteles, que mantienen servicio de 24 horas al día durante toda la semana, en una «guest house» el servicio de atención estará más limitado. En España e Hispanoamérica (en especial en México), el término intruso «guest house» está desplazando de forma progresiva, bien por moda, bien por esnobismo, a las tradicionales clasificaciones de pensión, albergue, casa rural, hostal, apartotel, hotel, posada o parador, pudiendo encontrarse esta denominación de forma aleatoria y caprichosa.
Pueden diferenciarse dos tipos de «guest house», la vivienda particular convertida a una casa de huéspedes u hostal, de ambiente familiar en algunas ocasiones, o el modelo profesional evolucionado y más sofisticado en estructura y prestaciones, y controlado en ocasiones por cadenas inmobiliarias turísticas.
La reglamentación de estos establecimientos presenta importantes diferencias según el país; si bien en la mayoría de los casos, ni siquiera está categorizada la denominación guest house, cuyo uso, en esos casos, puede atribuirse a un modo de reclamo turístico.